# Robert Jenrick
Robert Edward Jenrick, född 9 januari 1982 i Wolverhampton, är en brittisk konservativ politiker. Han tjänstgjorde på olika poster i de konservativa regeringarna mellan 2018 och 2023, bland annat som bostadsminister regering 2019-2021 och som immigrationsminister 2022-2023. Jenrick har varit parlamentsledamot för Newark sedan 2014.
Den 6 december 2023 avgick Jenrick från sin post som immigrationsminister på grund av "starka meningsskiljaktigheter" angående regeringens föreslagna asylplan med Rwanda. Han menade att planen inte var tillräckligt långtgående för att ta itu med illegal invandring.
Efter Tories förlust i parlamentsvalet 2024 lanserade Jenrick ett försök att bli ledare för det konservativa partiet efter Rishi Sunak. I den avslutande medlemsomröstningen förlorade han mot Kemi Badenoch.